# Dolní Třebonín
Dolní Třebonín (německy Unter Breitenstein) je obec v okrese Český Krumlov v Jihočeském kraji, necelých devět kilometrů severovýchodně od Českého Krumlova. Žije v něm přibližně 1 400 obyvatel.

## Historie
První písemná zmínka o vesnici pochází z roku 1375 (Praynstain). Ke dni 19. 4. 2012 zde žilo 1300 obyvatel.

## Přírodní poměry
Do katastrálních území Štěkře a Záluží nad Vltavou zasahuje přírodní památka Vltava u Blanského lesa, která je součástí evropsky významné lokality Blanský les v soustavě Natura 2000.

## Části obce
- Dolní Třebonín
- Čertyně
- Dolní Svince
- Horní Svince
- Horní Třebonín
- Prostřední Svince
- Štěkře
- Záluží

## Galerie

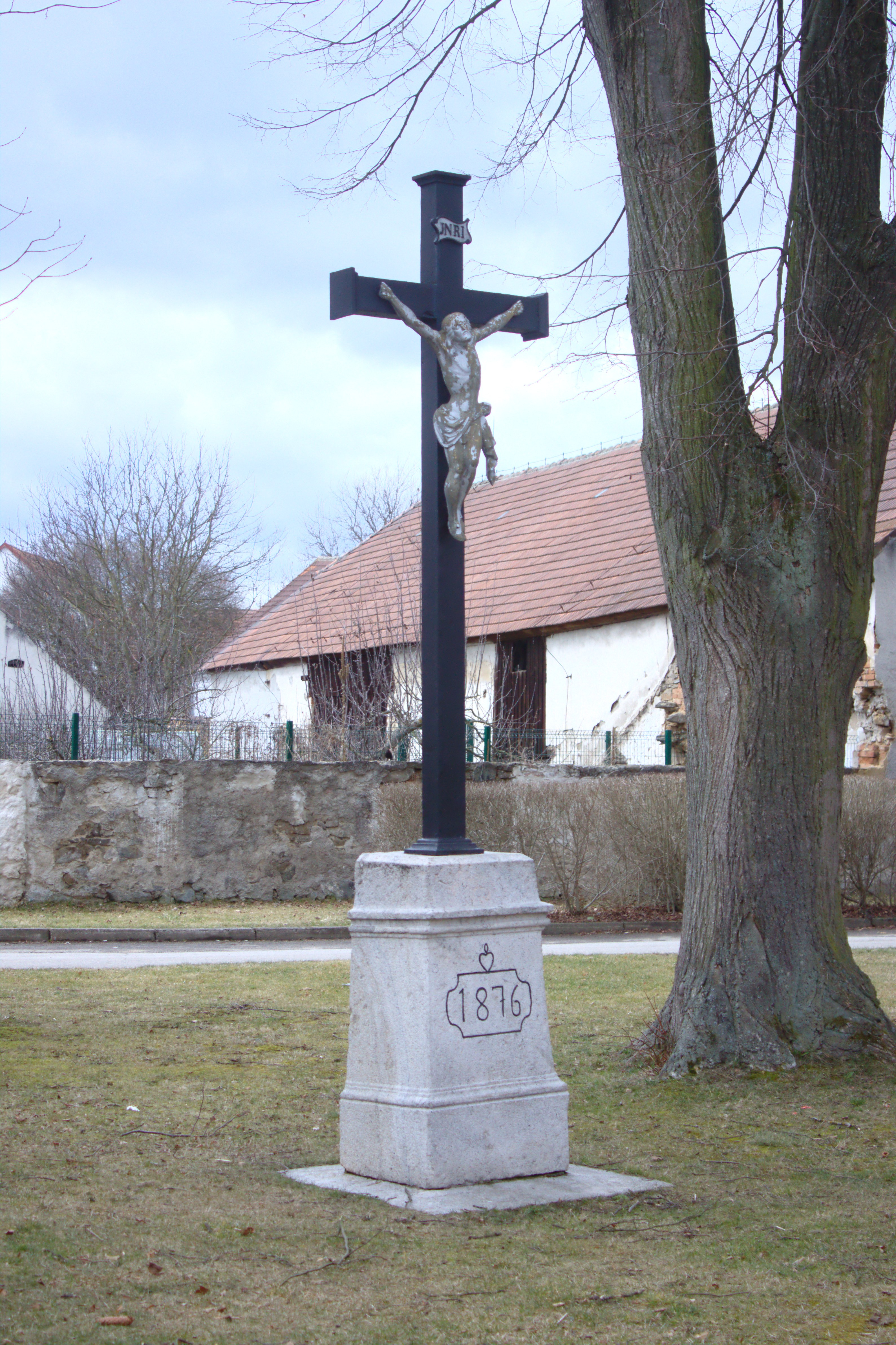
Kříž ve vsi
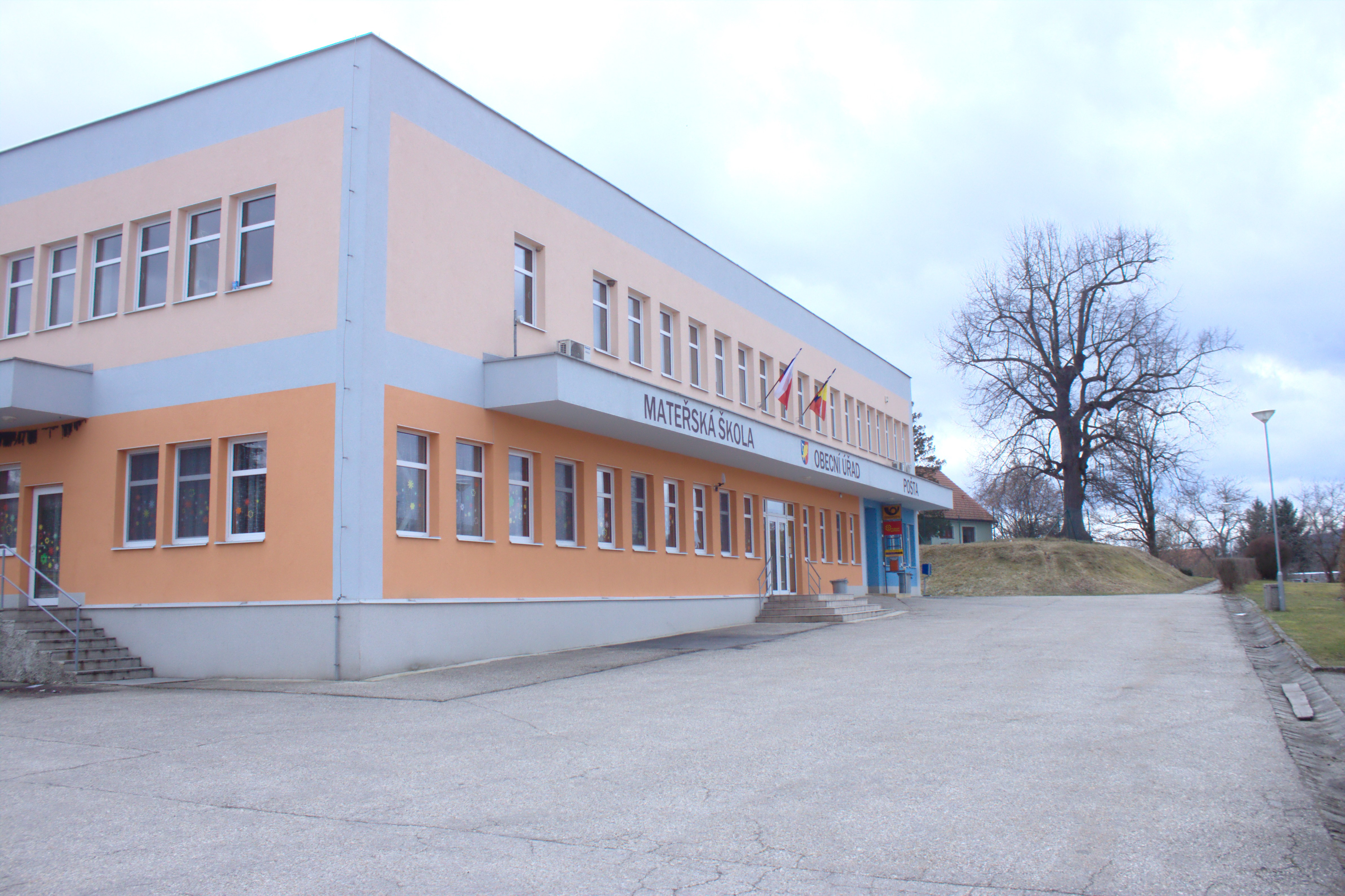
Mateřská škola, obecní úřad a pošta
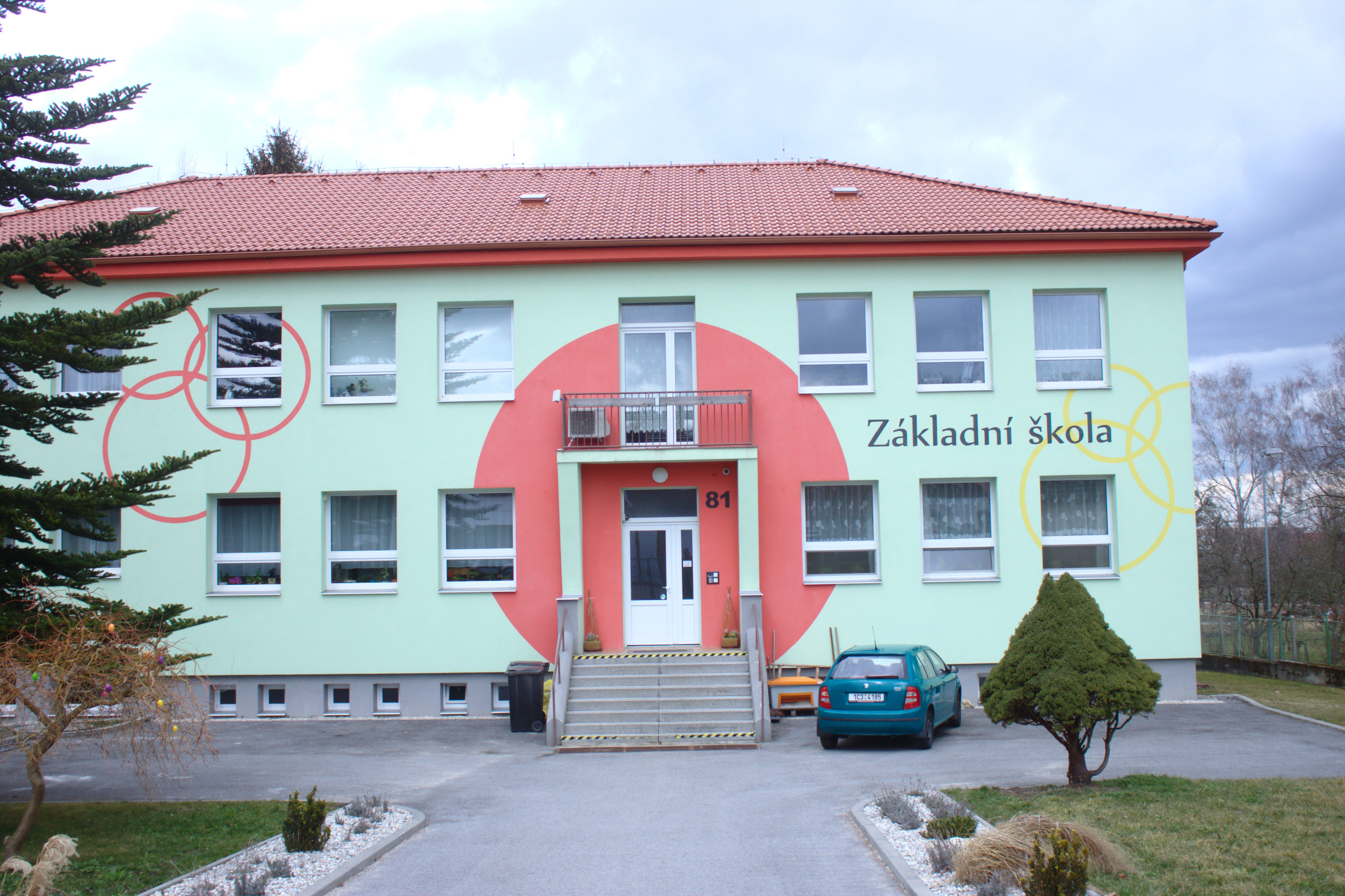
Základní škola
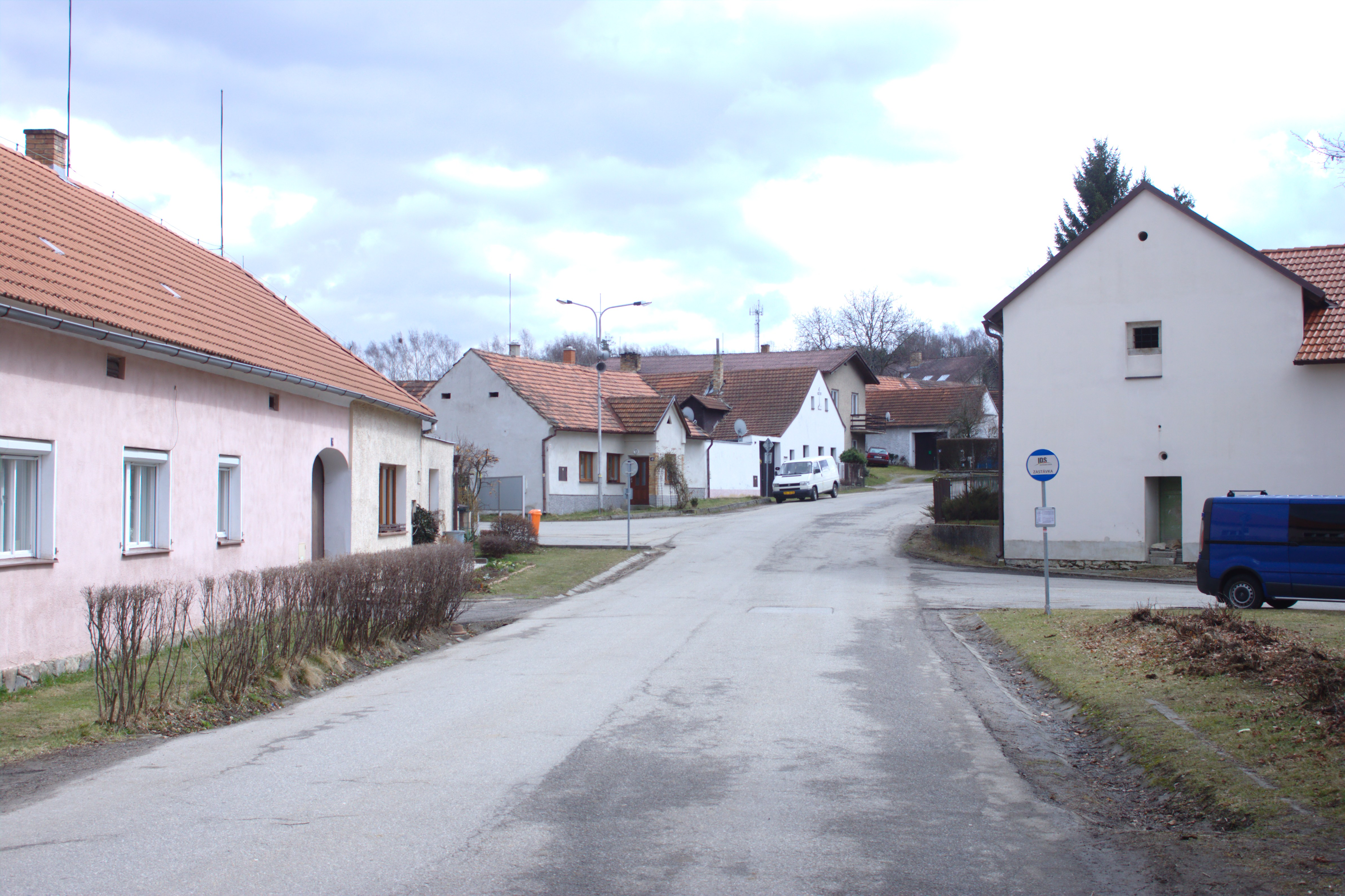
Hlavní silnice